# Mouloud Feraoun
Mouloud Feraoun (n. 8 martie 1913, Kabylie, Provincia Skikda, Algeria – d. 15 martie 1962, Alger, Algeria franceză, Franța) a fost un scriitor algerian născut în Tizi Hibel, Kabylie. Cărțile lui scrise în franceză, au fost traduse în engleză și germană. 
A fost asasinat de OAS (Organisation armée secrète) în martie 1962.